# Geranium lacustre
Geranium lacustre är en näveväxtart som beskrevs av Jan Frederik Veldkamp. Geranium lacustre ingår i släktet nävor, och familjen näveväxter. Inga underarter finns listade i Catalogue of Life.